# Ngón tay
Một ngón tay là một bộ phận thuộc phần chi của cơ thể, một bộ phận thao tác và cảm giác trên những bàn tay của con người và các động vật linh trưởng. Thông thường, một bàn tay con người có năm ngón (ngón cái, ngón trỏ, ngón giữa, ngón áp út, ngón út).